# Lothar Lambert

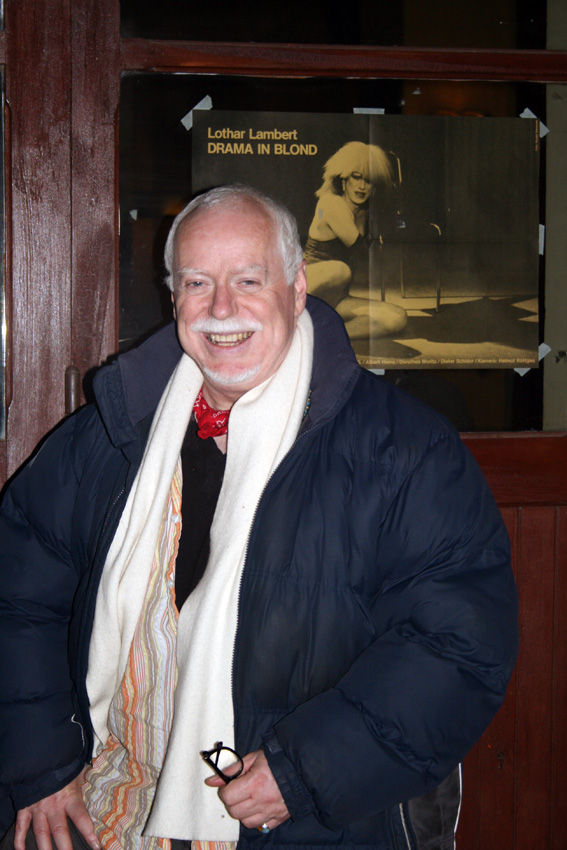
Lothar Lambert während der Filmwerkschau im Kino Tilsiter Lichtspiele (November 2008)

Lothar Lambert (* 24. Juli 1944 in Rudolstadt, Thüringen) ist ein deutscher Filmregisseur.

## Leben
Lambert wuchs in Berlin auf, machte dort das Abitur und studierte an der Freien Universität Publizistik, Theaterwissenschaft und Germanistik. Thema seiner Abschlussarbeit war eine vergleichende Analyse von Alexander Kluges Abschied von gestern und Edgar Reitz’ Mahlzeiten.
Seit Beginn der 1970er Jahre schuf er, anfangs zusammen mit Wolfram Zobus, über 40 Filme und übernahm in ihnen neben diversen Funktionen hinter der Kamera oft auch als Schauspieler eine Rolle. Hauptfiguren seiner Produktionen sind meist Randgruppen der Gesellschaft, wie Homosexuelle, Transvestiten, psychisch Gestörte, aber auch Ausländer. Handlungs- und Drehort ist meist Berlin. Lothar Lambert drehte oft mit minimalem, von ihm privat aufgebrachtem Budget und mit Laiendarstellern, die sich mehr oder minder selbst spielten. Vor allem in den 1970er und frühen 1980er Jahren genoss er wegen seiner unkonventionellen Themen das Ansehen eines bekannten Underground-Filmers, schaffte aber nie den kommerziellen Durchbruch. Der Film 1 Berlin-Harlem, den er zusammen mit Wolfram Zobus machte, wurde vom MoMA in New York angekauft.
Insgesamt 14 seiner Filme liefen auf den Internationalen Filmfestspielen Berlin, zuletzt 2010 sein 35. Film Alle meine Stehaufmädchen auf der 60. Berlinale. Das Berliner Programmkino Tilsiter Lichtspiele widmete ihm im November 2008 eine Retrospektive. Im Rahmen der Internationalen Filmfestspiele Berlin 2024 wurde Lambert für den Special Teddy Award ausgewählt.
Anlässlich seines 80. Geburtstags wurde im Sommer 2024 eine umfangreiche Retrospektive seiner Filme, die in vier Berliner Programmkinos gezeigt wurde, veranstaltet.
Im September 2024 hatte Lamberts 42. Werk Vornerum, hintenrum - Lamberts gesammelte Einakter Vol. 2 im Berliner Bundesplatz-Kino seine Uraufführung.
Lothar Lambert lebt in Berlin.

## Rezeption
Tilman Krause, Feuilletonredakteur der Welt, würdigt Lamberts Blick auf ein Berlin „von unten und hinten ..., wo es schrill, schräg und trashig“ daherkomme. Wer wissen wolle, wie Berlin seit den Siebzigerjahren ticke, der müsse Lothar Lamberts Filme anschauen - Filme wie „1 Berlin Harlem oder Fucking City“. Dort seien die versammelt, die Berlin ausmachten, „die Außenseiter und Underdogs, die Transen, Schwulen, Türken, Schwarzen, Depressiven, Fetischanbeter“.
Lothar Lambert mache Filme „ohne Geld, ohne Namen, ohne Drehbuch, ohne tausend Gründe herzusuchen, warum es nicht geht, warum es nicht gut wird, warum es längst erzählt ist“, so Gunda Bartels im Tagesspiegel. 17 seiner Filme seien auf der Berlinale gelaufen, einer vom MoMA archiviert und Stars wie „Ingrid Caven, Jim Jarmusch, Brigitte Mira, Klaus Nomi, Norman Jewison, Rainer Werner Fassbinder oder Evelyn Künneke“ hätten mit ihm gearbeitet. Ihm könnten „an Kultpotenzial und Augenroll-Empörung über seine Sex- und Herzensnot-Filme nur die Indie-Kollegen und Krawallschachteln Rosa von Praunheim und Klaus Lemke das Wasser reichen“. Dennoch habe Lambert „hierzulande nicht die breite Anerkennung erhalten, die ihm gebührt“, schreibt Axel Schock in der Siegesäule. „Die Geschichten und die Darsteller*innen für seine Filme fand Lambert in seinem illustren wie großen Freundeskreis: Jede Menge Dragqueens, Transvestiten, Schwule und Sexarbeiter*innen, Migrant*innen und andere Menschen am Rand der Gesellschaft bevölkern seine Alltagsdramen und -komödien, erzählen von ihrer Suche nach Liebe, Sex und Anerkennung. Und immer wieder auch von ihrem Traum von Ruhm und Glamour.“

## Filmografie
- 1971: Kurzschluß (Co-Regie: Wolfram Zobus)
- 1972: Ex und hopp (Co-Regie: Wolfram Zobus)
- 1973: Ein Schuß Sehnsucht – Sein Kampf (Co-Regie: Wolfram Zobus)
- 1974: 1 Berlin-Harlem (Co-Regie: Wolfram Zobus)
- 1976: Faux pas de deux
- 1977: Nachtvorstellungen
- 1979: Now or never
- 1979: Tiergarten
- 1980: Die Alptraumfrau
- 1981: Fucking City
- 1983: Paso doble
- 1983: Fräulein Berlin
- 1984: Drama in Blond
- 1984: Der sexte Sinn (Co-Regie: Dagmar Beiersdorf)
- 1986: Die Liebeswüste
- 1986: Gestatten, Bestatter
- 1987: Verbieten verboten
- 1988: Liebe, Tod und kleine Teufel
- 1989: Du Elvis, ich Monroe
- 1991: Was Sie nie über Frauen wissen wollten
- 1993: Gut drauf, schlecht dran
- 1995: In Haßliebe Lola
- 1996: So wahr ich liebe – Intime Bekenntnisse zweier Underground-Heroinen
- 1997: Blond bis aufs Blut
- 1998: Und Gott schuf das Make-Up
- 1998: Made in Moabit – Eine Filmfamilie aus dem Hinterhof
- 2000: Verdammt in alle Eitelkeit
- 2001: Qualverwandt oder Wenn der Pfleger zweimal klingelt
- 2003: Ich bin, Gott sei Dank, beim Film!
- 2004: Aus dem Tagebuch eines Sex-Moppels
- 2005: Küss die Kamera!
- 2007: As Showtime goes by
- 2008: Im tiefen Tal der Therapierten
- 2008: Hilka will noch
- 2009: Alle meine Stehaufmädchen – Von Frauen, die sich was trauen[8]
- 2011: Zurück im tiefen Tal der Therapierten
- 2012: Ritter der Risikorunde
- 2015: Erika, mein Superstar oder Filmen bis zum Umfallen[9]
- 2017: Verdammt nochmal Berlin - Fucking City revisited
- 2019: Oben rum, unten rum - Lamberts gesammelte Einakter
- 2023: Stellenweise superscharf oder Der seltsame Dreh des Herrn Schoppi
- 2024: Vornerum, hintenrum - Lamberts gesammelte Einakter Vol. 2